# تی‌اس‌اس کراگمور (۱۹۱۹)
تی‌اس‌اس کراگمور (۱۹۱۹) (به انگلیسی: TSS Curraghmore (1919)) یک کشتی بود که طول آن ۳۱۰ فوت (۹۴ متر) بود. این کشتی در سال ۱۹۱۹ ساخته شد.